# Snowboard ai XXII Giochi olimpici invernali - Halfpipe maschile
La gara di halfpipe maschile di snowboard dei XXII Giochi olimpici invernali di Soči si è svolta l'11 febbraio al Roza Chutor Extreme Park di Krasnaja Poljana.
Detentore del titolo di campione olimpico uscente era lo statunitense Shaun White, che vinse a Vancouver 2010, sul tracciato di Whistler (in Canada), precedendo il finlandese Peetu Piiroinen (medaglia d'argento) e il compagno di squadra Scott Lago (medaglia di bronzo).
La medaglia d'oro è stata vinta dallo svizzero Jurij Podladčikov, che ha preceduto i due giapponesi Ayumu Hirano (argento) e Taku Hiraoka (bronzo).

## Programma
Tutti gli orari sono in UTC+4.
| Giorno      | Ora   | Turno          |
| ----------- | ----- | -------------- |
| 11 febbraio | 14:00 | Qualificazione |
| 11 febbraio | 19:00 | Semifinale     |
| 11 febbraio | 21:30 | Finale         |

## Risultati

### Qualificazione
I primi 3 classificati di ogni batteria si sono qualificati direttamente per la finale. Gli atleti classificati dal quarto al nono posto sono stati ammessi alla semifinale. Si tiene conto del risultato della migliore delle due run.
| Pos. | Batt. | N° | Atleta             | Nazione       | Run 1 | Run 2 | Punti | Note |
| ---- | ----- | -- | ------------------ | ------------- | ----- | ----- | ----- | ---- |
| 1    | 1     | 2  | Ayumu Hirano       | Giappone      | 92,25 | 64,75 | 92,25 | QF   |
| 2    | 1     | 6  | Christian Haller   | Svizzera      | 74,00 | 83,75 | 83,75 | QF   |
| 3    | 1     | 17 | David Hablützel    | Svizzera      | 48,75 | 81,00 | 81,00 | QF   |
| 4    | 1     | 1  | Arthur Longo       | Francia       | 79,25 | 20,75 | 79,25 | QS   |
| 5    | 1     | 19 | Tim-Kevin Ravnjak  | Slovenia      | 68,75 | 76,50 | 76,50 | QS   |
| 6    | 1     | 18 | Shi Wancheng       | Cina          | 76,00 | 15,50 | 76,00 | QS   |
| 7    | 1     | 5  | Greg Bretz         | Stati Uniti   | 71,75 | 52,50 | 71,75 | QS   |
| 8    | 1     | 13 | Seamus O'Connor    | Irlanda       | 66,25 | 71,50 | 71,50 | QS   |
| 9    | 1     | 4  | Johann Baisamy     | Francia       | 71,25 | 36,75 | 71,25 | QS   |
| 10   | 1     | 20 | Derek Livingston   | Canada        | 34,25 | 70,25 | 70,25 |      |
| 11   | 1     | 16 | Lee Kwang-Ki       | Corea del Sud | 27,00 | 69,50 | 69,50 |      |
| 12   | 1     | 15 | Dimi de Jong       | Paesi Bassi   | 25,25 | 64,25 | 64,25 |      |
| 13   | 1     | 11 | Nikita Avtaneev    | Russia        | 34,50 | 63,75 | 63,75 |      |
| 14   | 1     | 3  | Dolf van der Wal   | Paesi Bassi   | 25,50 | 62,50 | 62,50 |      |
| 15   | 1     | 12 | Pavel Charitonov   | Russia        | 58,75 | 54,50 | 58,75 |      |
| 16   | 1     | 10 | Ben Kilner         | Gran Bretagna | 43,50 | 16,25 | 43,50 |      |
| 17   | 1     | 8  | Janne Korpi        | Finlandia     | 28,00 | 41,00 | 41,00 |      |
| 18   | 1     | 9  | Sergej Tarasov     | Russia        | 23,00 | 39,50 | 39,50 |      |
| 19   | 1     | 7  | Ryō Aono           | Giappone      | 37,50 | 13,00 | 37,50 |      |
| 20   | 1     | 14 | Dominic Harington  | Gran Bretagna | 12,75 | 37,25 | 37,25 |      |
| 1    | 2     | 25 | Shaun White        | Stati Uniti   | 95,75 | 70,75 | 95,75 | QF   |
| 2    | 2     | 28 | Taku Hiraoka       | Giappone      | 92,25 | 63,50 | 92,25 | QF   |
| 3    | 2     | 39 | Danny Davis        | Stati Uniti   | 92,00 | 73,75 | 92,00 | QF   |
| 4    | 2     | 27 | Zhang Yiwei        | Cina          | 90,00 | 89,75 | 90,00 | QS   |
| 5    | 2     | 24 | Taylor Gold        | Stati Uniti   | 81,50 | 87,50 | 87,50 | QS   |
| 6    | 2     | 33 | Kent Callister     | Australia     | 87,00 | 25.5  | 87,00 | QS   |
| 7    | 2     | 29 | Nathan Johnstone   | Australia     | 86,00 | 27,50 | 86,00 | QS   |
| 8    | 2     | 26 | Jurij Podladčikov  | Svizzera      | 15,00 | 82,00 | 82,00 | QS   |
| 9    | 2     | 23 | Jan Scherrer       | Svizzera      | 43,50 | 69,75 | 69,75 | QS   |
| 10   | 2     | 21 | Scott James        | Australia     | 68,50 | 15,00 | 68,50 |      |
| 11   | 2     | 38 | Johannes Hoepfl    | Germania      | 61,25 | 65,50 | 65,50 |      |
| 12   | 2     | 30 | Crispin Lipscomb   | Canada        | 29,25 | 65,25 | 65,25 |      |
| 13   | 2     | 40 | Markus Malin       | Finlandia     | 33,50 | 62,50 | 62,50 |      |
| 14   | 2     | 31 | Kim Ho-Jun         | Corea del Sud | 61,75 | 20,00 | 61,75 |      |
| 15   | 2     | 35 | Jan Kralj          | Slovenia      | 59,75 | 27,75 | 59,75 |      |
| 16   | 2     | 37 | Michał Ligocki     | Polonia       | 4,50  | 55,00 | 55,00 |      |
| 17   | 2     | 22 | Ayumu Nedefuji     | Giappone      | 54,50 | 28,75 | 54,50 |      |
| 18   | 2     | 36 | Ilkka-Eemeli Laari | Finlandia     | 49,00 | 52,00 | 52,00 |      |
| 19   | 2     | 34 | Brad Martin        | Canada        | 31,25 | 22,50 | 31,25 |      |
| –    | 2     | 32 | Peetu Piiroinen    | Finlandia     | DNS   | DNS   | DNS   | DNS  |

QF – Qualificato direttamente per la finale;
QS – Qualificato per la semifinale;
DNS – Non partito

### Semifinale
I primi 6 classificati si sono qualificati per la finale.
| Pos. | N° | Atleta            | Nazione     | Run 1 | Run 2 | Punti | Note |
| ---- | -- | ----------------- | ----------- | ----- | ----- | ----- | ---- |
| 1    | 26 | Jurij Podladčikov | Svizzera    | 87,50 | 41,25 | 87,50 | Q    |
| 2    | 5  | Greg Bretz        | Stati Uniti | 83,00 | 44,25 | 83,00 | Q    |
| 3    | 33 | Kent Callister    | Australia   | 49,25 | 79,50 | 79,50 | Q    |
| 4    | 27 | Zhang Yiwei       | Cina        | 45,00 | 79,25 | 79,25 | Q    |
| 5    | 18 | Shi Wancheng      | Cina        | 15,50 | 78,50 | 78,50 | Q    |
| 6    | 19 | Tim-Kevin Ravnjak | Slovenia    | 72,00 | 75,50 | 75,50 | Q    |
| 7    | 29 | Nathan Johnstone  | Australia   | 25,75 | 73,50 | 73,50 |      |
| 8    | 24 | Taylor Gold       | Stati Uniti | 26,00 | 60,75 | 60,75 |      |
| 9    | 13 | Seamus O'Connor   | Irlanda     | 54,00 | 43,00 | 54,00 |      |
| 10   | 4  | Johann Baisamy    | Francia     | 18,50 | 37.0  | 37.0  |      |
| 11   | 1  | Arthur Longo      | Francia     | 12,00 | 31,75 | 31,75 |      |
| –    | 23 | Jan Scherrer      | Svizzera    | DNS   | DNS   | DNS   | DNS  |

### Finale
| Pos.    | N° | Atleta            | Nazione     | Run 1 | Run 2 | Punti |
| ------- | -- | ----------------- | ----------- | ----- | ----- | ----- |
| Oro     | 26 | Jurij Podladčikov | Svizzera    | 86,50 | 94,75 | 94,75 |
| Argento | 2  | Ayumu Hirano      | Giappone    | 90,75 | 93,50 | 93,50 |
| Bronzo  | 28 | Taku Hiraoka      | Giappone    | 45,50 | 92,25 | 92,25 |
| 4       | 25 | Shaun White       | Stati Uniti | 35,00 | 90,25 | 90,25 |
| 5       | 17 | David Hablützel   | Svizzera    | 80,75 | 88,50 | 88,50 |
| 6       | 27 | Zhang Yiwei       | Cina        | 87,25 | 58,50 | 87,25 |
| 7       | 18 | Shi Wancheng      | Cina        | 81,00 | 25,00 | 81,00 |
| 8       | 19 | Tim-Kevin Ravnjak | Slovenia    | 72,25 | 16,50 | 72,25 |
| 9       | 33 | Kent Callister    | Australia   | 40,00 | 68,50 | 68,50 |
| 10      | 39 | Danny Davis       | Stati Uniti | 53,00 | 45,25 | 53,00 |
| 11      | 6  | Christian Haller  | Svizzera    | 46,25 | 51,50 | 51,50 |
| 12      | 5  | Greg Bretz        | Stati Uniti | 21,75 | 26,50 | 26,50 |

Data: Martedì 11 febbraio 2014 

Qualificazioni

Ora locale: 14:00 
 
Ora locale: 19:00 

Finale

Ora locale: 13:15 
 
Pista: 

Partenza: m, arrivo:m

Lunghezza: m, dislivello: m

Legenda:
- DNS = non partito (did not start)
- DNF = prova non completata (did not finish)
- DSQ = squalificato (disqualified)
- Pos. = posizione